# Bezserverový model cloud computingu

Bezserverový model cloud computingu, známý také jako serverless computing, představuje přístup k vývoji a provozu aplikací, při kterém poskytovatel cloudových služeb spravuje veškerou infrastrukturu automaticky. Tento model rozděluje aplikace na malé, bezstavové funkce, které se spouštějí na základě konkrétních událostí. Uživatelé platí pouze za skutečně využitý výpočetní čas, což umožňuje optimalizaci nákladů. 

## Principy a charakteristika
Bezserverový cloud computing eliminuje nutnost správy serverové infrastruktury ze strany uživatelů. Tento přístup se vyznačuje vysokou mírou abstrakce, kdy poskytovatel cloudových služeb automatizuje správu zdrojů, škálování a údržbu serverů, což umožňuje vývojářům soustředit se na obchodní logiku aplikací místo provozních detailů. Aplikace v tomto modelu fungují jako malé, nezávislé funkce, které se aktivují pouze na základě událostí. Tento přístup také eliminuje potřebu předběžného nákupu výpočetní kapacity. Model nabízí výhody v podobě úspory nákladů a efektivnějšího využití zdrojů, avšak přináší také výzvy, jako je latence způsobená studeným startem funkcí a riziko závislosti na konkrétním poskytovateli služeb („vendor lock-in“). Bezserverový přístup je považován za další fázi vývoje cloudových služeb, která zrychluje vývoj a nasazení aplikací.

## Automatické škálování a náklady
Automatické škálování je klíčovou vlastností bezserverového modelu, která umožňuje dynamické přizpůsobení výpočetních zdrojů aktuálním potřebám aplikace. Tento mechanismus zajišťuje efektivní zvládání kolísání zátěže, což je důležité zejména pro aplikace s proměnlivým provozem. Při nárůstu poptávky systém automaticky alokuje více zdrojů, zatímco při poklesu zátěže dochází k jejich uvolnění. To vede k optimalizaci nákladů, protože uživatelé platí pouze za využité zdroje. Na druhé straně může neočekávaný nárůst zátěže způsobit vyšší než plánované náklady, což vyžaduje pečlivé sledování a optimalizaci.

## Architektura založená na událostech
Architektura založená na událostech (Event-Driven Architecture, EDA) je klíčovým prvkem moderního vývoje aplikací v bezserverovém prostředí. Tento přístup umožňuje volné propojení systémů a komponent, což podporuje nezávislý vývoj, vyšší škálovatelnost a odolnost vůči chybám. Události generované různými zdroji spouštějí specifické funkce, což umožňuje efektivní zpracování změn v reálném čase. Moderní technologie, jako jsou kontejnery a mikroservisy, podporují efektivní implementaci EDA prostřednictvím platforem pro streamování událostí, například Apache Kafka nebo AWS EventBridge. Tento přístup nachází využití například u systémů pro analýzu dat v reálném čase nebo aplikací v oblasti Internetu věcí (IoT). Implementace EDA však vyžaduje řešení složitosti a zajištění konzistence dat.

## Hlavní poskytovatelé a technologie
Poskytovatelé bezserverového cloudu nabízejí různé nástroje a služby pro vývoj, nasazení a správu aplikací. Klíčovou technologií je Functions-as-a-Service (FaaS), která umožňuje vytváření a nasazení funkcí spouštěných na základě událostí. Mezi hlavní platformy FaaS patří Amazon Web Services (AWS) Lambda, Google Cloud Functions a Microsoft Azure Functions. Dalším významným typem služeb je Backend-as-a-Service (BaaS), který poskytuje řešení pro správu backendu mobilních a webových aplikací, včetně databází, autentizace uživatelů a API. Nástroje jako Apache Kafka podporují efektivní distribuci událostí v reálném čase, čímž doplňují ekosystém bezserverových aplikací.

## Možnosti využití
Bezserverové technologie se využívají v různých oblastech, například při vývoji webových a mobilních aplikací, které vyžadují dynamickou škálovatelnost. Dalšími příklady jsou aplikace pro analýzu dat v reálném čase nebo streamování médií. V oblasti IoT umožňuje bezserverový model efektivní správu a analýzu dat z velkého množství zařízení. Využití nachází také při automatizaci pracovních toků nebo v oblasti umělé inteligence a strojového učení, kde umožňuje rychlou iteraci a nasazení modelů.

## Omezení a výzvy
Mezi hlavní omezení bezserverového modelu patří latence při studených startech funkcí, což může ovlivnit aplikace vyžadující okamžitou odezvu. Dalším problémem je riziko závislosti na konkrétním poskytovateli služeb, což komplikuje migraci mezi platformami. K dalším výzvám patří složitost správy distribuovaných systémů a obavy o bezpečnost a ochranu dat. Tyto výzvy vyžadují strategický přístup k implementaci, aby byla maximalizována efektivita bezserverových řešení.